# مخزن زیرزمینی سوخت مصرف‌شدهٔ هسته‌ای اونکالو

طرح شماتیک تونل تحقیقاتی مخزن زمین‌شناختی در سایت اونکالو، نزدیک نیروگاه هسته‌ای اولکیلوئوتو در فنلاند.

انباری سوخت هسته‌ای مصرف‌شدهٔ اونکالو، یک مخزن زمین‌شناختی عمیق برای دفن نهایی سوخت هسته‌ای مصرف‌شده است.این مخزن در نزدیکی نیروگاه هسته‌ای اولکیلوئوتو، در شهرداری یورایوکی در سواحل غربی فنلاند قرار دارد. این نخستین تأسیسات دفع بلندمدت سوخت مصرف‌شدهٔ هسته‌ای در جهان خواهد بود. ساخت این پروژه بر عهده شرکت پوسیوا است و بر پایهٔ روش KBS-3 برای دفن زباله‌های هسته‌ای ساخته می‌شود؛ روشی که توسط شرکت سوئدی SKB توسعه یافته است. این تأسیسات قرار است تا سال ۲۰۲۶ عملیاتی شود و تا سال ۲۱۰۰ از رده خارج گردد.

## تاریخچه
پس از اصلاح قانون انرژی هسته‌ای فنلاند در سال ۱۹۹۴، که بر پایهٔ آن مقرر شد تمام زباله‌های هسته‌ای تولیدشده در فنلاند باید در داخل کشور دفع شوند، در سال ۲۰۰۰ منطقهٔ اولکیلوئوتو به‌عنوان محل احداث یک تأسیسات زیرزمینی بلندمدت برای دفن سوخت هسته‌ای مصرف‌شده انتخاب شد. این تأسیسات که «اونکالو» (به معنی «غار کوچک» یا «حفره») نام‌گذاری شده، در سنگ بستر گرانیتیِ محل اولکیلوئوتو، در حدود پنج کیلومتری نیروگاه‌های هسته‌ای، ساخته می‌شود.
شهرداری یورایوکی در اوت ۲۰۰۳ مجوز ساخت این پروژه را صادر کرد و عملیات حفاری آن در سال ۲۰۰۴ آغاز شد. انتخاب این محل نتیجهٔ یک فرایند طولانی بود که از سال ۱۹۸۳ با غربال‌گری سراسر خاک فنلاند آغاز شد. بین سال‌های ۱۹۹۳ تا ۲۰۰۰، چهار محل احتمالی مورد بررسی قرار گرفت: رومواارا در کوهمو، کیوتی در آنکوسکی، اولکیلوئوتو در یورایوکی، و هستهولمن در لوویسا. در کنار بررسی‌های زمین‌شناختی و زیست‌محیطی، دیدگاه‌های ساکنان محلی نیز لحاظ شد. یورایوکی و لوویسا به‌عنوان مناطقی با بیشترین میزان حمایت عمومی برجسته شدند. در نهایت به دلیل شرایط جغرافیایی مناسب‌تر، شرکت پوسیوا در سال ۱۹۹۹ اولکیلوئوتو را به‌عنوان گزینهٔ نهایی به دولت فنلاند پیشنهاد کرد. این پیشنهاد ابتدا از سوی شهرداری یورایوکی تأیید و سپس در مه ۲۰۰۱ توسط دولت ملی نیز تصویب شد. شرکت پوسیوا در سال ۲۰۰۴ عملیات ساخت تأسیسات را آغاز کرد.
دولت فنلاند در ۱۲ نوامبر ۲۰۱۵ مجوز رسمی ساخت تأسیسات نهایی دفن پسماند هسته‌ای را برای این پروژه صادر کرد. در اوت ۲۰۲۴، مرحلهٔ آزمایش و پایش آغاز شد و محفظه‌های خالی سوخت در اتاقک‌های دفن قرار گرفتند.

## ساخت

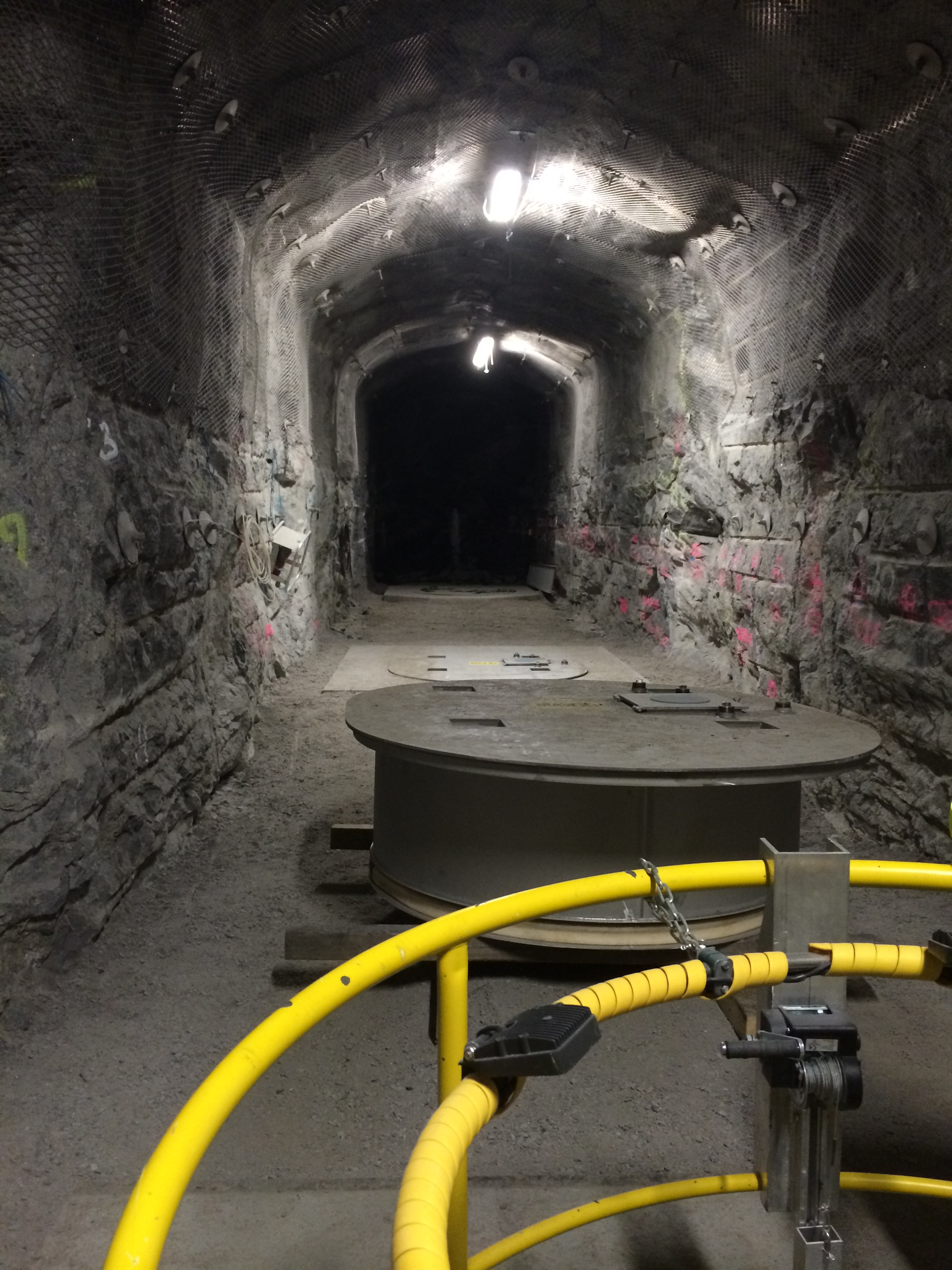
غار آزمایشی در عمق نهایی.

ساخت و بهره‌برداری از تأسیسات اونکالو بر عهدهٔ شرکت پوسیوا است؛ شرکتی که مالکیت آن در اختیار دو تولیدکنندهٔ کنونی برق هسته‌ای در فنلاند، یعنی فورتوم و TVO قرار دارد. شرکت فننوویما که برنامه‌هایی برای ساخت نخستین راکتور هسته‌ای خود داشت، از سهام‌داران پوسیوا نیست.
برنامه‌ریزی ساخت این تأسیسات در چهار مرحله انجام شده است:
- مرحلهٔ اول (۲۰۰۴ تا ۲۰۰۹): تمرکز این مرحله بر حفاری تونل دسترسی اصلی به سایت بود که به‌صورت مارپیچ تا عمق ۴۲۰ متری از سطح زمین پیش رفت.[۷]
- مرحلهٔ دوم (۲۰۰۹ تا ۲۰۱۱): حفاری تا عمق نهایی ۵۲۰ متر ادامه یافت و ویژگی‌های سنگ بستر برای طراحی دقیق‌تر مخزن بررسی شد. در سال ۲۰۱۲، پوسیوا درخواست مجوز ساخت تأسیسات را ارائه کرد و این مجوز در نوامبر ۲۰۱۵ صادر شد.
- مرحلهٔ سوم (۲۰۱۵ تا ۲۰۱۷): شامل ساخت بخش‌های اصلی مخزن زیرزمینی بود.[۸]
- مرحلهٔ چهارم: شامل بسته‌بندی و دفن سوخت مصرف‌شده خواهد بود که از سال ۲۰۲۶ آغاز می‌شود.

فرایند دفن شامل قرار دادن دوازده مجتمع سوخت درون یک محفظهٔ فولادی حاوی بور و سپس پوشاندن آن با یک پوستهٔ مسی است. هر کپسول در یک چاه جداگانه در مخزن قرار داده شده و با خاک رس بنتونیتی پوشانده می‌شود.
هزینهٔ برآوردشدهٔ این پروژه حدود ۸۱۸ میلیون یورو است که شامل هزینه‌های ساخت، بسته‌بندی سوخت و عملیات بهره‌برداری می‌شود. صندوق مدیریت پسماند هسته‌ای فنلاند (State Nuclear Waste Management Fund) حدود ۱٫۴ میلیارد یورو سرمایه دارد که از محل دریافت هزینه از برق تولیدشده گردآوری شده است.
گنجایش تأسیسات اونکالو به‌گونه‌ای طراحی شده است که بتواند به‌مدت حدود صد سال پذیرای کپسول‌های سوخت مصرف‌شده باشد.پس از آن، آخرین مرحلهٔ دفن و پوشش‌دهی نهایی انجام خواهد شد و تونل دسترسی به‌طور کامل پر و مهر و موم می‌گردد.

## انتقادها
در سال ۲۰۱۲، گروهی پژوهشی از مؤسسه سلطنتی فناوری در استکهلم سوئد، مطالعه‌ای منتشر کرد که نشان می‌داد کپسول‌های مسی مورد استفاده در طرح KBS-3، به‌اندازه‌ای که شرکت‌های مسئول مدعی هستند در برابر خوردگی مقاوم نیستند. این ادعا با انجام مطالعات پیگیری‌شده از سوی شرکت SKB (شرکت سوئدی مدیریت پسماندهای هسته‌ای) رد شد. این مطالعات نشان دادند که فرایند خوردگی ادعاشده وجود نداشته و آزمایش‌های اولیه به‌درستی اجرا نشده یا نتایج نادرستی از آن‌ها برداشت شده بود.
در سال ۲۰۱۹، مطالعه‌ای دیگر نتیجه گرفت که تأثیرات تابش‌های رادیواکتیو نباید در بازهٔ زمانی صد هزار ساله آسیب قابل‌توجهی به محفظه‌های دفن وارد کند.
سوخت هسته‌ای مصرف‌شده تقریباً ۹۴٪ از محتوای انرژی اصلی خود را همچنان در خود دارد. این سوخت یک منبع ارزشمند است که می‌توان آن را در راکتورهای مولد (breeder reactors) بازیافت و استفاده کرد.همچنین چندین جزء دیگر این سوخت کاربردهای مفید دیگری دارند. محتوای پلوتونیوم-۲۳۹ شکافت‌پذیر موجود در آن می‌تواند به انسان‌ها در گذار به انرژی پاک و قابل اطمینان در آینده کمک کند، و دفن آن در مخازن دائمی مهر و موم‌شده، این پتانسیل را محدود می‌کند.

## بازتاب‌ها و پوشش رسانه‌ای
مایکل مدسن، کارگردان دانمارکی، مستند بلند «به درون ابدیت» (Into Eternity, ۲۰۱۰) را نوشته و کارگردانی کرده است که در آن به مراحل اولیهٔ حفاری انباری اونکالو پرداخته شده و با کارشناسان مختلفی گفتگو شده است. تأکید ویژهٔ این فیلم بر چالش‌های نشانه‌شناسی و دشواری‌های علامت‌گذاری معنادار این محل به عنوان مکانی خطرناک برای انسان‌ها در آینده‌های دور است.
وینسنت ایالنیتی، انسان‌شناس آمریکایی، کتابی با عنوان «محاسبهٔ زمان عمیق» (Deep Time Reckoning, ۲۰۲۰) نوشته است که در آن نحوهٔ تصور کارشناسان «مطالعه ایمنی» انباری اونکالو از اکوسیستمهای آیندهٔ دور و محدودیت‌های دانش بشری بررسی شده است. این کتاب بر پایهٔ ۳۲ ماه کار میدانی حضوری در فنلاند تألیف شده است.